# Strichelgirlitz
Der Strichelgirlitz (Crithagra striolata, Syn.: Serinus striolatus) ist eine Art aus der Familie der Finken. Die Art kommt ausschließlich in Ostafrika vor.
Es werden zwei Unterarten unterschieden. Die IUCN stuft den Strichelgirlitz als nicht gefährdet (least concern) ein.

## Erscheinungsbild
Der Strichelgirlitz erreicht eine Körperlänge von 13,5 bis 15 Zentimetern. Er weist mehr als andere Girlitzart Längsstreifen auf. Charakteristisch für diese Art ist außerdem der helle Überaugenstreif, der vom Auge bis in den Nacken verläuft. Es besteht kein Sexualdimorphismus.
Strichelgirlitze sind auf der Körperoberseite olivbraun mit schwarzbraunen Längsstreifen. Auf der Stirn, dem Scheitel, dem hinteren Hals und den Halsseiten sowie dem Mantel befinden sich auch helle Längsstreifen, die von den hellen Federsäumen geformt werden. Die Region zwischen der Schnabelbasis und den Augen sowie die Ohrdecken sind schwarzbraun. Das Kinn ist olivgelb, die Brust und die Flanken sind gräulich, wobei einige Federn gelbliche Säume aufweisen. Auf der Brust befinden sich kurze, schwarzbraune Längsstreifen. Auf den Flanken sind die Längsstreifen etwas länglicher. Der Bauch und die Unterschwanzdecken sind blass gräulich, die Federn der Unterschwanzdecken haben schwärzliche Schäfte. Die Augen sind haselnuss- bis dunkelbraun, die Beine sind gleichfalls dunkelbraun.
Jungvögel ähneln den adulten Vögeln, sind aber auf der Körperoberseite blasser als diese und weisen auf dem Mantel mehr helle Längsstreifen auf. Die Unterart Serinus striolatus graueri, die im Osten Kongos, dem Südwesten Ugandas sowie in Ruanda vorkommt, unterscheidet sich von der Nominatform Serinus striolatus striolatus durch die dunklere Körperoberseite. Die Körperunterseite ist außerdem bräunlicher.
Verwechselmöglichkeiten bestehen mit dem Miombogirlitz und dem Brauengirlitz. Von diesen beiden anderen Girlitzarten unterscheidet sich der Strichelgirlitz durch den breiten dunklen Bartstreif.

## Verbreitungsgebiet und Lebensraum
Der Strichelgirlitz kommt von Eritrea bis in den Osten Kongos und dem Norden Tansanias vor. In Eritrea ist er ein häufiger und weitverbreiteter Vogel in Höhenlagen über 950 Meter. Erst oberhalb von 2.000 bis 2.300 Höhenmeter wird er zunehmend seltener. Im Westen, Süden und Südosten Äthiopiens ist er in den Hochlagen über 2.100 Meter häufig, dagegen wird er unterhalb von 1.500 Metern seltener. Im Sudan, Kenia, Ruanda und Kongo ist er generell nur in den Gebirgen anzutreffen. Am Kilimandscharo brütet er noch in Höhenlagen von 2.500 Metern.
Im Hochland besiedelt er trockene Wälder, den Rand von feuchten Wäldern, Buschland, Dickichte und aufgegebene, wieder überwachsene Kulturflächen. Der Strichelgirlitz ist außerdem auf Lichtungen in dichten Wäldern anzutreffen. Im Hochland Kenias ist er auch ein häufiger Vogel im Randbereich von Siedlungen und kommt in Gärten. In Nairobi findet er sich auch an Futterstellen ein. Am Kilimandscharo ist er besonders häufig an den Stellen, wo der Wald teilweise gerodet wurde.

## Lebensweise
Der Strichelgirlitz kommt meist einzeln oder in Paaren vor. Er ist ein scheuer, nicht sehr ruffreudiger Vogel, der überwiegend im mittleren Baum- und Strauchbereich nach Nahrung sucht. Die Nahrung besteht aus kleinen Samen, Beeren und Insekten. Er ist ein monogamer und territorialer Einzelbrüter. Das Nest ist ein tiefer offener Napf, der aus kleinen Wurzeln, kleinen Ästchen, feinem Gras, Blütenstängeln, Rindenfasern, Tierhaaren und Federn errichtet wird. Das Nest wird gewöhnlich 1 bis 1,5 Meter über dem Erdboden errichtet. Der Niststandort ist typischerweise vom Blattwerk gut beschattet. Das Gelege besteht aus drei bis sechs Eiern. Diese sind blassblau bis weißlich und weißen einige braune und violette Abzeichen und Kritzel auf. Es brütet allein das Weibchen, die Brutzeit beträgt 12 Tage. An der Fütterung der Jungvögel sind beide Elternvögel beteiligt, die Nestlinge werden jedoch in den ersten Lebenstagen ausschließlich vom Weibchen gehudert. Es schützt die Jungvögel vor direkter Sonneneinstrahlung, in dem es am Nestrand mit teilweise geöffneten Flügeln steht und so die Jungvögel beschattet. Die Nestlingsperiode beträgt 14 bis 15 Tage.
In Kenia zieht der Strichelgirlitz gewöhnlich zwei Bruten im Zeitraum März bis August und eine dritte später im Jahr groß.

## Einzelbelege
1. 1 2  Fry et al., S. 496.
2. ↑  Fry et al., S. 495
3. ↑  Fry et al., S. 497